# هوستیرادیتسه
هوستیرادیتسه (به چکی: Hostěradice) یک منطقهٔ مسکونی در جمهوری چک است که در ناحیه زنویمو واقع شده‌است. هوستیرادیتسه ۲۷٫۲۸ کیلومتر مربع مساحت و ۱٬۴۶۰ نفر جمعیت دارد و ۲۱۲ متر بالاتر از سطح دریا واقع شده‌است.